# 991 McDonalda
991 McDonalda, asteroid glavnog pojasa. Otkrio ga je Otto Struve, 24. listopada 1922.

## Vanjske poveznice
- Minor Planet Center